# Gros Plant du Pays Nantais

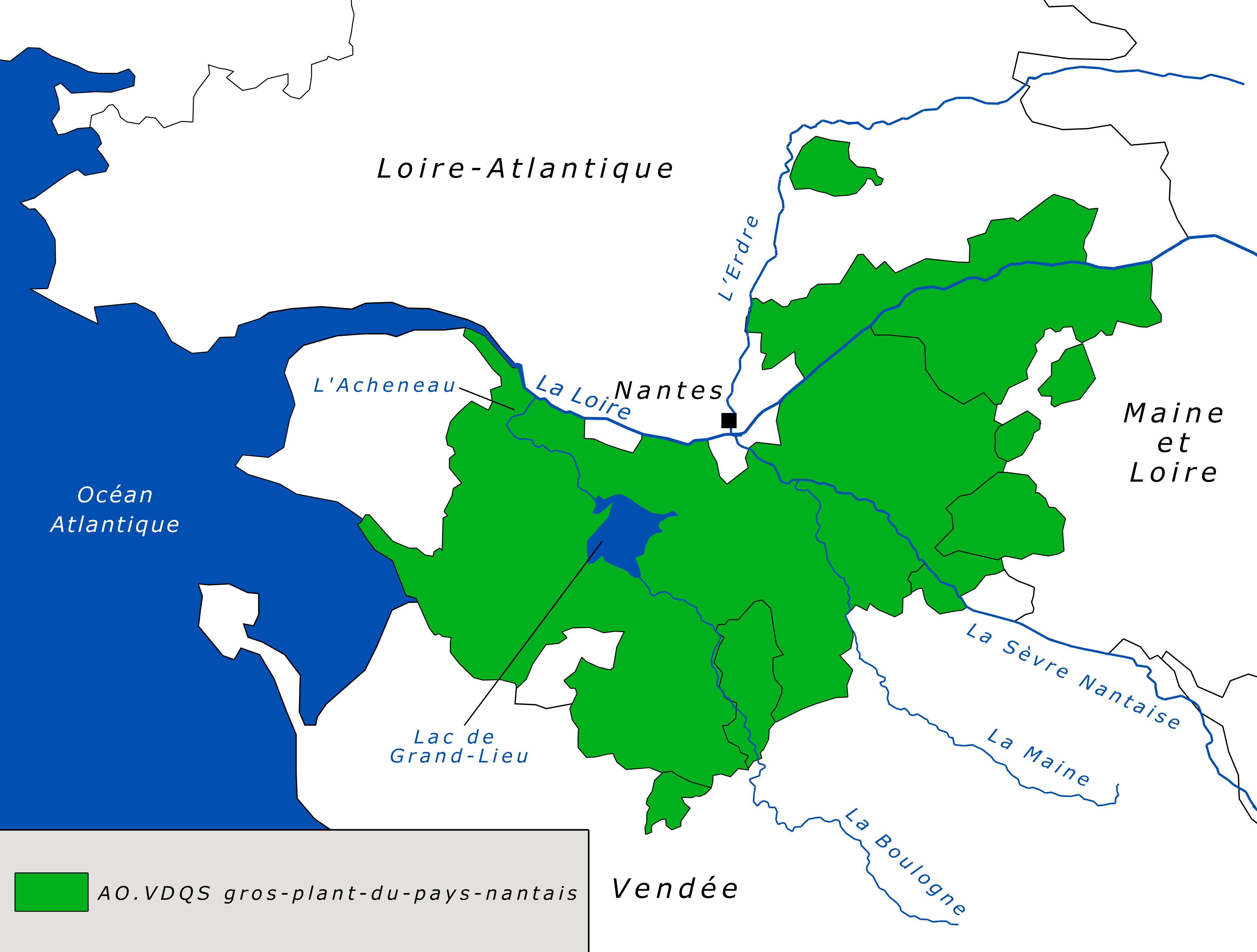
Die Ausdehnung des Weinbaugebiets Gros Plant du Pays Nantais.

Gros Plant du Pays Nantais (oder auch nur kurz Gros Plant) ist ein Weinbaugebiet innerhalb der Weinbauregion Loire. Seit dem 26. November 1954 (letzte Änderung des Dekrets erfolgte am 12. Februar 1999) verfügt das Gebiet über den Status eines Vin Délimité de Qualité Supérieure. Auf einer Rebfläche von ca. 2.300 Hektar werden im Schnitt ca. 170.000 hl eines einfachen Weißweins produziert.
Das Anbaugebiet verteilt sich auf insgesamt 94 Gemeinden in den 3 Départements Loire-Atlantique, Maine-et-Loire sowie Vendée. Ein Großteil des Gebiets überlappt dabei mit der Appellation Muscadet. Die Rebflächen befinden sich südlich der Loire in einem Halbkreis um die Stadt Nantes.

## Geschichte
Die Rebsorte Folle Blanche wurde im 14. Jahrhundert aus der Region Charente eingeführt. Den Namen Gros Plant (übersetzt heißt dies üppige Pflanze) erhielt sie aufgrund ihrer enormen Wüchsigkeit und ihrer hohen Erträge. Insbesondere Holländische Weinhändler orderten den Wein in großen Mengen. Verwendung war vor allem die Destillation.
Mit der Reblauskatastrophe ab dem Jahr 1884 verschwand die Rebsorte vollständig und wurde durch die Rebsorte Melon de Bourgogne und einige Hybridreben ersetzt. Erst durch das Einrichten der Appellation Gros Plant du Pays Nantais sowie dem EU Verbot von Hybridreben wurde die Anpflanzung der Folle Blanche wieder gefördert. Nach einem zwischenzeitlichen Rebbestand von über 5.000 Hektar liegt die bestockte Fläche seit den 1990er Jahren auf dem aktuellen Stand.

## Der Weißwein
Zur Herstellung der trockenen Weißweine ist ausschließlich die Rebsorte Folle Blanche zugelassen, die hier meist Gros Plant genannt wird. Vor der Vergärung muss der natürliche Mindest-Zuckergehalt des Mosts niedrige 127 g/l betragen (→ Mostgewicht), was einem Alkoholgehalt von 8,5 Vol.-% im Wein entspricht. Falls in schlechten Jahren einer Chaptalisation zugestimmt wird, darf der Alkoholgehalt des fertig vergorenen Weines nicht 11 Vol.-% übersteigen.
In der Regel handelt es sich um einen Wein mit ca. 11 Vol.-% Alkohol und einem hohen Säuregehalt von 7 g/l.
Der Ertrag ist auf 55 hl/ha beschränkt. In gewissen Jahren kann dieser Betrag bis auf 78 hl/ha korrigiert werden. Der jährliche mittlere Ertrag liegt jedoch bei hohen 70 hl/Hektar.
Um die Bezeichnung Gros Plant du Pay Nantais sur lie tragen zu dürfen, müssen die Weine nach der Vergärung mindestens bis zum 1. März des der Ernte folgenden Jahres im Gärbehälter im Kontakt mit der Gärhefe verbleiben. Die Flaschenabfüllung erfolgt unmittelbar nach dem Abstich jedoch spätestens am 30. November des der Ernte folgenden Jahres. Der längere Kontakt mit der Hefe und den Schalen verleiht dem Wein ein komplexeres Aroma und eine größere Frische. Außerdem behält der Wein einen leichten Kohlensäuregehalt, so dass der Wein leicht prickelt. Nicht alle Händler praktizieren jedoch diese Technik.
Ein Gros Plant ist in der Regel ein einfacher und unkomplizierter Wein, der durch seine Frische, Fruchtigkeit und durch sein leichtes Moussieren besticht. In der Qualität kommt er jedoch kaum an einen Muscadet-Wein heran. Er ist ein guter Begleiter von Meeresfrüchten und wird aufgrund seines nicht zu hohen Alkoholgehalts lokal auch als Durstlöscher geschätzt. Am besten trinkt man ihn jung und frisch bei einer Trinktemperatur von 8 bis 10 °C.

## Zugelassene Gemeinden

### Département Loire-Atlantique
Im Arrondissement Nantes : Aigrefeuille-sur-Maine, Basse-Goulaine, Le Bignon, Bouaye, Bourguenais, Brains, Carquefou, Le Cellier, La Chapelle-Heulin, Château-Thébaud, La Chevrolière, Clisson, Divatte-sur-Loire, Gétigné, Gorges, La Haie-Fouassière, Haute-Goulaine, Le Landreau, Legé, La Limouzinière, Le Loroux-Bottereau, Machecoul, Maisdon, Mauve-sur-Loire, Monnières, Montbert, Mouzillon, Le Pallet, La Planche, Pont-Saint-Martin, Remouillé, La Remaudière, La Regrippière, Saint-Aignan-de-Grand-Lieu, Saint-Colombin, Saint-Etienne-de-Corcoué, Saint-Étienne-de-Mer-Morte, Saint-Hilaire-de-Clisson, Saint-Jean-de-Corcoué, Saint-Julien-de-Concelles, Saint-Léger-les-Vignes, Saint-Lumine-de-Clisson, Saint-Lumine-de-Coutais, Saint-Mars-de-Coutais, Saint-Même-le-Tenu, Saint-Philbert-de-Grand-Lieu, Les Sorinières, Thouaré, Touvois, Vallet, Vertou und Vieillevigne.
Im Arrondissement d’Ancenis: Ancenis, Oudon, Saint-Géréon und Vair-sur-Loire.
Im Arrondissement Châteaubriant: Les Touches.
Im Arrondissement Saint-Nazaire : La Bernerie-en-Retz, Cheix-en-Retz, Chemeré, Le Clion-sur-Mer, Les Moutiers-en-Retz, Le Pellerin, Port-Saint-Père, Rouans, Saint-Cyr-en-Retz, Saint-Hilaire-de-Chaléons, Sainte-Pazanne, Villeneuve-en-Retz und Vue.

### Département Maine-et-Loire
Mauges-sur-Loire, Montrevault-sur-Èvre, Orée d’Anjou und Sèvremoine.

### Département Vendée
Cugand, Gétigné, Rocheservière, Saint-Étienne-du-Bois und Saint-Philbert-de-Bouaine.